# Chlorotachina nigrocaerulea
Chlorotachina nigrocaerulea är en tvåvingeart som beskrevs av Malloch 1929. Chlorotachina nigrocaerulea ingår i släktet Chlorotachina och familjen parasitflugor. Inga underarter finns listade i Catalogue of Life.